# Plant-for-the-Planet
Plant-for-the-Planet (укр. Саджай заради планети) — дитяча ініціатива, спрямована на підвищення обізнаності серед дітей та дорослих про проблеми зміни клімату. Також метою є садіння дерев — символічна дія в зусиллях зі збереження кліматичної рівноваги.

## Походження
У 2007 році в баварській школі міста Пелі дев'ятирічний Фелікс Фінкбайнер зачитав реферат на тему глобальних кліматичних змін. Під час підготовки реферату він знайшов нарис про цілеспрямовану жінку Вангарі Маатаї з Кенії, яка висадила тридцять мільйонів дерев, щоб врятувати від знищення ліси Кенії. Це наштовхнуло його на думку висадити в кожній країні мільйон дерев.